# Icknield Way

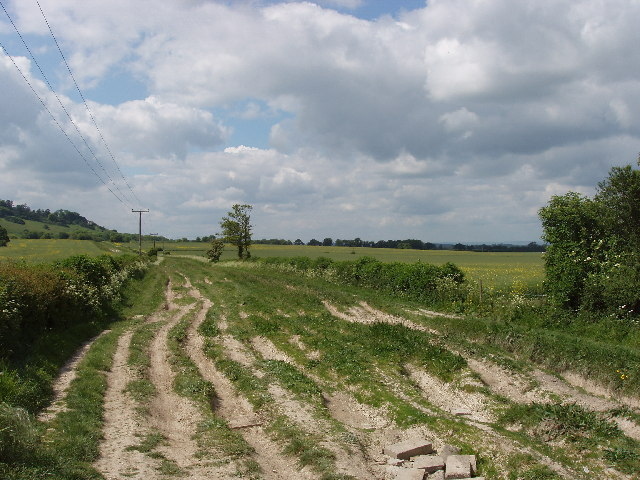
Icknield Way bei Lewknor in Oxfordshire

Der Icknield Way ist ein historischer Fußpfad in Süd-England. Er liegt im ganzjährig trockenen Gebiet oberhalb der Wasserquellen auf der Kreide-Schichtstufe der Berkshire Downs und Chiltern Hills.

## Geschichte
Der Icknield Way ist vermutlich einer der ältesten Langstreckenwege in Großbritannien und wurde schon benutzt, bevor die Römer das Land besetzten, obwohl das wissenschaftlich nicht ganz zweifelsfrei belegt ist.
Der Name ist keltisch-britischen Ursprungs und kann auf den Stamm der Icener zurückgeführt werden, der diese Route für den Handel von seiner Basis in East Anglia mit anderen Teilen des Landes benutzt hat. Der Weg könnte aber auch noch älteren prähistorischen Ursprungs sein. Es handelt sich nicht wie bei einer römischen Straße um einen einzelnen, systematisch angelegten Weg, sondern um eine Gruppe von historisch entstandenen Pfaden von Berkshire nach Oxfordshire, die die Themse bei Cholsey in der Nähe Wallingford überquerten und von der Eisenzeit (d. h. lange vor der römischen Invasion 43 n. Chr.) bis in angelsächsische Zeiten benutzt wurden.

## Route

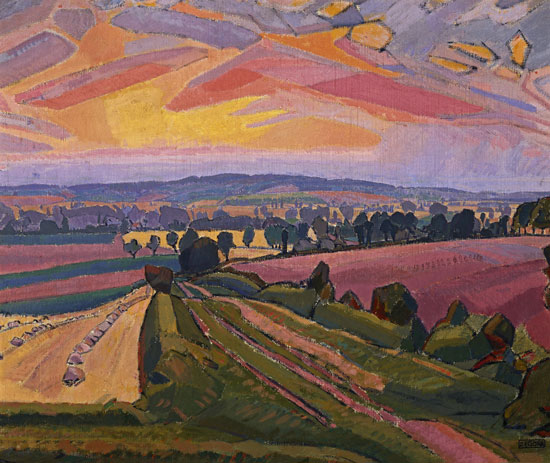
Spencer Gore: Icknield Way, 1912

An vielen Stellen besteht oder bestand der Icknield Way aus mehreren parallelen Strecken, besonders entlang der Linie der Böschung des Chilterns, wahrscheinlich wegen der saisonalen Nutzung und möglicherweise wegen der Menge des Verkehrs vor allem der Vieh-Herden.
Im Westen liegt er unter den Steilhängen der Wessex Downs. In der Nähe von Wantage, wird die Route entlang des Grates der Downs als The Ridgeway genannt, und der Name Icknield Way ist eine parallele Strecke im Tiefland oberhalb der Wasserquellen am nördlichen Rand der Kreide. Zwischen Lewknor und Ivinghoe Beacon gibt es zwei parallele Routen, die als die Lower Icknield Way und Upper Icknield Way bekannt sind. In Cambridgeshire sind Street Way (Ashwell Street), Ditch Way und andere Routen als Variante benutzt, für den jeweiligen Einsatz im Sommer oder Winter.
Der Icknield Way bildet einen Teil der Grenze zwischen Hertfordshire und Cambridgeshire, und in früheren Zeiten wurde Royston von dieser Grenze in zwei Teile zerschnitten. In Royston kreuzt der Icknield Way die Ermine Street.

## Icknield Way Path
Es gibt heute einen Langstreckenwanderweg, der Icknield Way Path genannt wird. Er verläuft von Ivinghoe Beacon in Buckinghamshire bis Knettishall Heath in Suffolk, wo der Peddars Way beginnt. Der Weg wurde 1992 von der Icknield Way Association mit Unterstützung durch die Ramblers Association entworfen und unterhalten. Planungen, dem Weg auf der gesamten Strecke der historischen Fußwege von der Südküste bis an The Wash den National-Trail-Status zu verleihen, konnten sich bislang nicht durchsetzen.
Weil Teile des Ridgeway National Trail und des Icknield Way Pfad nur für Fußgänger nutzbar sind, gibt es parallel dazu die Icknield Way Path Riders Route bzw. den Icknield Way Trail, der für Reiter und Mountainbiker geschaffen wurde. Die Route führt von Bledlow nach Roudham Heath, wo er in die Peddars Way Horseriders Route übergeht.

## Moderne Straßen

Die A505 folgt dem Icknield Way

Viele moderne Straßen folgen dem Icknield Way, zum Beispiel die A505 von Baldock nach Royston und die B489 von Aston Clinton nach Dunstable. In einigen Orten, vor allem von Luton in Bedfordshire nach Ickleford (so benannt, weil der Icknield Way dort einen Bach überquert) und in der Nähe von Hitchin in Hertfordshire folgen mehrere Nebenstraßen der Route. An anderen Stellen kann man die Route kaum noch erkennen, mit Ausnahme von Gräbern und Grabhügeln, und festgetretenen Pfaden und Hohlwegen, die sich durch die häufige Benutzung ergeben haben. Der Icknield Way kann wie ein in unregelmäßigen Abständen mit archäologischen Fundstätten gespickter Gürtel beschrieben werden.

## Früheste schriftliche Erwähnung
Die frühesten schriftlichen Erwähnungen des Icknield Way gibt es in angelsächsischen Urkunden aus dem Jahr 903. Die ältesten erhaltenen Kopien wurden in der 12. und 13. Jahrhundert erstellt, und diese verwenden die Schreibweisen Ic(c)enhilde weg, Icenhylte, Icenilde weg, Ycenilde weg und Icenhilde weg. Die Urkunden beziehen sich auf Orte bei Wanborough, Hardwell in Uffington, Harwell, Blewbury und Risborough, auf einer Länge von 65 km (40 Meilen) von Wiltshire nach Buckinghamshire.